# Amtsgericht Kirchheim unter Teck

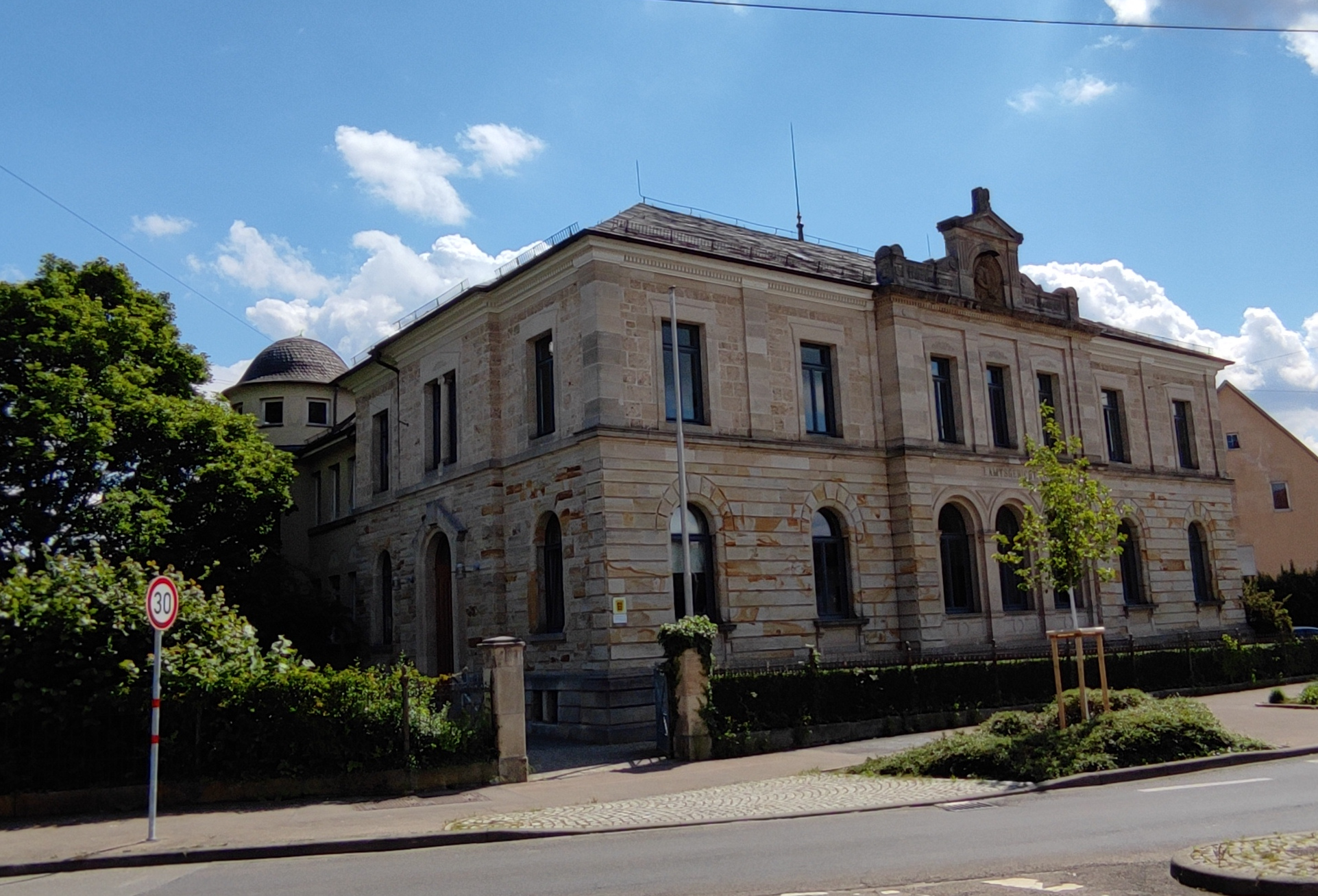
Amtsgericht in der Alleenstr 86

Das Amtsgericht Kirchheim unter Teck  ist ein Gericht der ordentlichen Gerichtsbarkeit. Es ist eines von elf Amtsgerichten im Bezirk des Landgerichts Stuttgart.

## Zuständigkeit, Gerichtsbezirk und -sitz
Das Amtsgericht in Kirchheim ist erstinstanzliches Gericht in Zivil-, Familien- und Strafsachen. Als Vollstreckungsgericht ist es zuständig für alle Vollstreckungssachen, bei denen der Schuldner seinen Wohnsitz im Gerichtsbezirk hat.
Gerichtssitz ist Kirchheim. 
Der Gerichtsbezirk des Amtsgerichts Kirchheim umfasst neben der Stadt Kirchheim auch die Städte Owen, Weilheim sowie die Gemeinden Bissingen, Dettingen unter Teck, Erkenbrechtsweiler, Holzmaden, Lenningen, Neidlingen, Notzingen und Ohmden. Insgesamt ist das Amtsgericht Kirchheim damit für eine Bevölkerungszahl von rund 77.000 Personen zuständig.

## Gebäude
Das Amtsgericht Kirchheim befindet sich in der Alleenstraße 86 in 73230 Kirchheim unter Teck.

## Übergeordnete Gerichte
Dem Amtsgericht Kirchheim ist das Landgericht Stuttgart übergeordnet. Zuständiges Oberlandesgericht ist das Oberlandesgericht Stuttgart.